# Wi-Fi通話
Wi-Fi通话，又称VoWiFi（英語：Voice over WiFi），指透過Wi-Fi網路進行語音通話和資料傳輸的技術。它允許相容的手機透過無線區域網路（Wi-Fi）網路和寬頻網路來路由常規的行動電話，而不是依賴行動網路的基地台。